# Nematomenia flavens
Nematomenia flavens är en blötdjursart som först beskrevs av Georges Florentin Pruvot 1890.  Nematomenia flavens ingår i släktet Nematomenia och familjen Dondersiidae. Inga underarter finns listade i Catalogue of Life.